# Roberto Mauri (gravor)
Roberto Mauri (n. 19 iulie 1949) este un artist italian, care a desenat piesa monetară italiană cu valoare nominală de 50 euro cenți, având drept motiv o statuie antică a lui Marc Aureliu, din Piața Capitoliului din Roma.
El a gravat, de asemenea:
- piesele de colecție de 5.000 de șilingi și de 200 de șilingi emise de FAO, în 1995, pentru Uganda.
- Piesa de colecție cu valoarea nominală de 5 euro, emisă de Vatican, în 2003, cu ocazia Anului Rozariului.